# Odontotrypes pupureiaeneus
Odontotrypes pupureiaeneus är en skalbaggsart som beskrevs av Nikolajev 1977. Odontotrypes pupureiaeneus ingår i släktet Odontotrypes och familjen tordyvlar. Inga underarter finns listade i Catalogue of Life.